# Carl Hirnbein

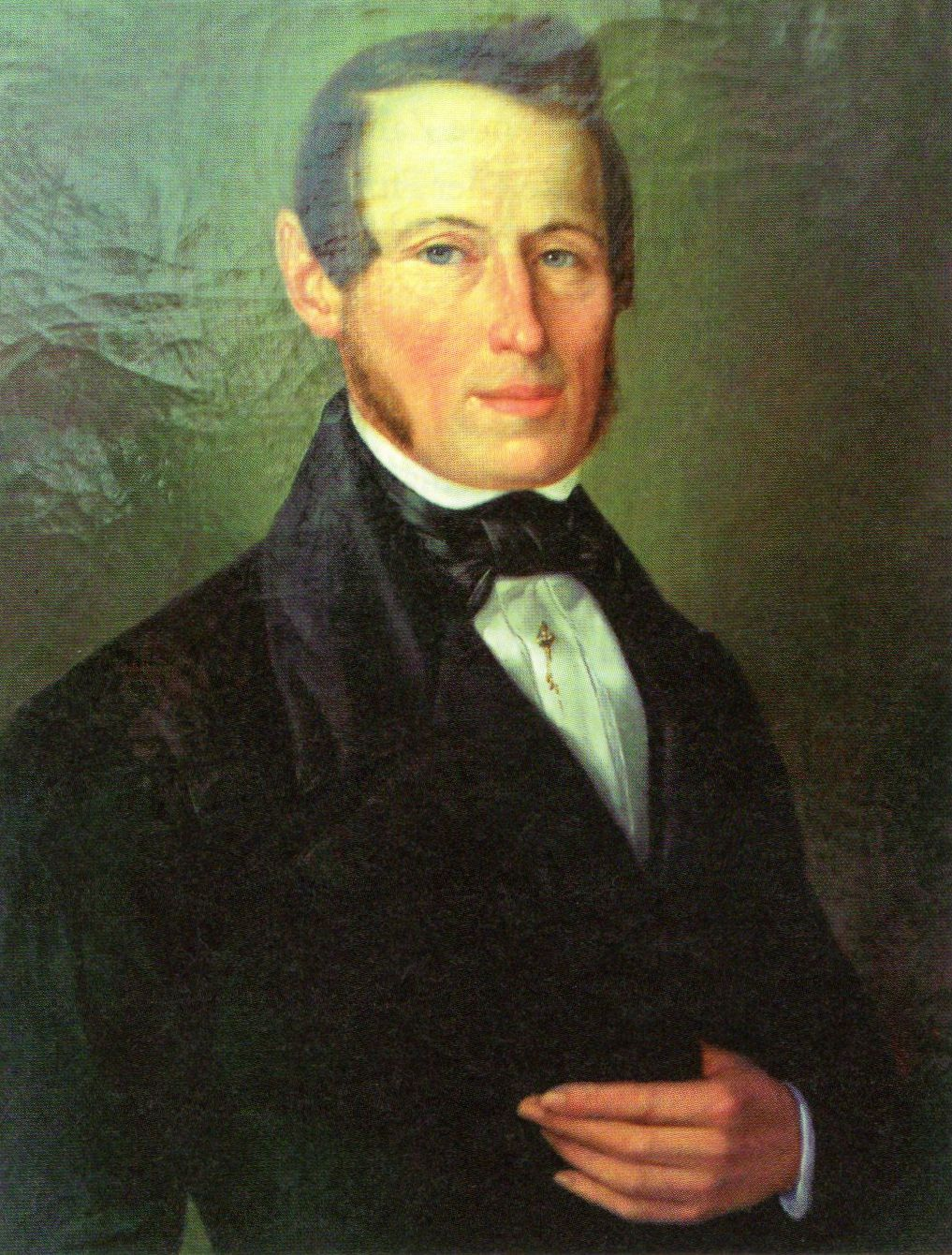
Hirnbein-Porträt (1848) von David Heinemann

Carl Hirnbein, auch Karl Hirnbein (* 27. Januar 1807 in Wilhams; † 13. April 1871 in Weitnau) war ein deutscher Großbauer, Agrarreformer und Politiker in Süddeutschland. Er lebte vor allem in Wilhams und Weitnau.

## Leben
Carl Hirnbein war das älteste Kind von Johann Hirnbein († 23. März 1840) und seiner Ehefrau Franziska, geb. Eldracher († im März 1837). Er besuchte zunächst die Volksschule in Wilhams und von 1819 bis 1821 die Höhere Bürgerschule in Kempten. Nebenbei erhielt er Privatunterricht in Architekturzeichnen und Italienisch. Danach arbeitete er zunächst im elterlichen Betrieb mit und besuchte bis 1825 noch zeitweise die Schule in Wilhams.
Nach einer kaufmännischen Lehre in Rovereto, wo er ebenfalls noch die Schule besuchte, kehrte Hirnbein zunächst in seine Heimat zurück und arbeitete bei seinem Vater. Schon 1824 begleitete er als verantwortlicher Hirte einen der großen Rindertransporte, die damals üblich waren, nach Oberitalien; diese Tätigkeit behielt er auch in den folgenden Jahren bei und trieb jährlich drei- bis viermal Herden über die Alpen. Aus dieser Zeit dürfte seine Bewunderung für die Wirtschaft in der Schweiz stammen.

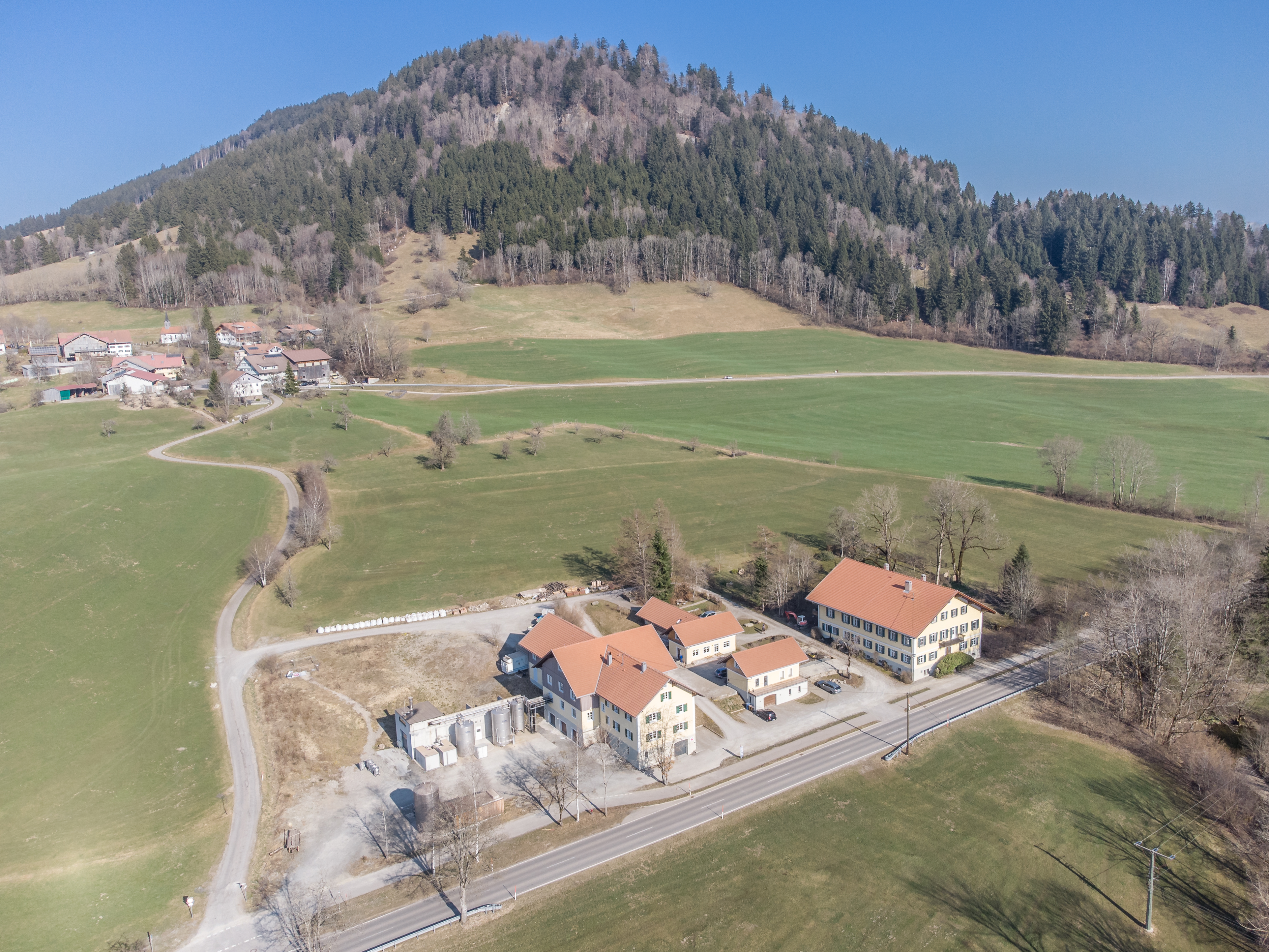
Der Maienhof, Hirnbeins Gutshof zw. Sibratshofen und Missen

1827 begann sein Vater mit dem Bau des Maienhofes an der Straße zwischen Sibratshofen und Missen. Zwei Jahre später erteilte er Carl Hirnbein weitreichende Geschäftsvollmachten. Carl Hirnbein war in dieser Zeit unter anderem als Fuhrmann und Händler unterwegs und verhandelte in Nördlingen Käse gegen Getreide. Damals lernte er Alois Rädler kennen, der der ältesten Käsehändler-Dynastie im Allgäu, der Franz Xavery Stadler et Compagnie, angehörte. Er engagierte den begabten Verkäufer und schickte ihn als Käseverkäufer bis nach Franken und Sachsen. 1830 nahm Johann Hirnbein Rädler in sein Geschäft auf, das nun Hirnbein & Rädler hieß. Allerdings ließ die Qualität der Käse, die die Firma anbieten konnte, teilweise noch zu wünschen übrig. Erst nachdem Josef Aurel Stadler im Jahr 1827 den Schweizer Johann Althaus engagiert hatte, gelang die Produktion von Emmentaler in befriedigender Qualität.
Da dieser Käse jedoch in der Fertigung sehr aufwendig war, suchte Carl Hirnbein zunächst nach einer Alternative zum Emmentaler. 1829 studierte er die Weichkäseherstellung in der Umgebung des Städtchens Limburg, heute in der belgischen Provinz Lüttich. Unter anderem informierte er sich über die Herstellung von Herver Käse. Er brachte von dieser Reise die beiden Brüder Grosjean (oder: Großjean) mit und versuchte sich in einem Nebengebäude des Eldracherschen Anwesens in Oberwilhams mit der Produktion von Limburger Käse. Dieses Experiment verlief wenig befriedigend, und so schickte er mehrere Allgäuer Burschen ins Limburgische, um dort die entsprechende Technik zu erlernen. Hilfreich war offenbar auch der seit 1830 bei Hirnbein & Rädler beschäftigte Buchhalter Wilhelm Ditt aus Miltenberg am Main. Ditt schrieb im Jahr 1837 eine Anleitung zur Herstellung von Limburger Käse in zehn Punkten nieder; unter anderem führte er die Verwendung von Öfen in den Beizkellern ein, die das richtige Auflaufen der Käse zu jeder Jahreszeit garantierten. Mit Ditts Anweisungen gelang eine Produktion von Weichkäse in gleichbleibend hoher Qualität. Der traditionelle Backsteinkäse wurde innerhalb weniger Jahre fast komplett vom Limburger und Romadur abgelöst. Ditt verließ die Firma Hirnbein & Rädler 1837 und kehrte in seine Heimatstadt zurück. Von dort aus verkaufte er Hirnbeins Käse auf Provisionsbasis bis nach Kurhessen. Weitere Standbeine hatten Hirnbein & Rädler in Stuttgart und Mannheim.
Hirnbein schloss in dieser Zeit zahlreiche Milchlieferungsverträge mit Bauern ab und produzierte einen Großteil des Käses, den er verkaufte, in etwa 20 bis 30 eigenen Betrieben. Im Laufe der Zeit wurden immer mehr Galtalpen in Sennberge umgewandelt, was ihren Wert erheblich steigerte. 1836 hatte sich der Käsehandel bereits so erfolgreich ausgebreitet, dass der Magistrat in Kempten dessen Einschränkung zum allgemeinen Wohl forderte, da er die Luft verpeste und die Mitmenschen belästige.
Nachdem Carl Hirnbein bereits das Hofgut in Weitnau von seinem Großvater Eldracher erhalten hatte, übergab ihm sein Vater Johann im Februar 1837 auch einen Großteil seines Besitzes. In einem Vorvertrag sprach er die Hoffnung aus, sein Sohn werde in absehbarer Zeit einen passenden „Heurathsgegenstand“ finden, ehe die endgültige Übergabe erfolge. Doch Carl Hirnbein heiratete erst am 25. Februar 1840, wenige Wochen vor dem Tod seines Vaters. Ein Freund hatte ihm die Kronenwirtstochter Anna Maria Heim aus Weiler empfohlen. Die Tochter Josepha kam schon am 11. Dezember desselben Jahres zur Welt. Sie erhielt eine recht umfassende Bildung in Kempten und heiratete später den Oberstdorfer Arzt Julius Lingg und nach dessen Tod Josef Widmann. Aus beiden Verbindungen gingen Töchter hervor; Hedwig Lingg starb jedoch schon in jungen Jahren. Carla Widmann heiratete einen Sohn von Julius Kollmann. Außer Josepha erreichte von den sechs Kindern des Ehepaars Hirnbein nur noch der Sohn Johann Baptist das Erwachsenenalter. Aber auch dieser starb relativ jung; das Geschäft seines Vaters übernahm er nie. Seine Witwe verheiratete sich erneut, die Töchter erhielten nur einen geringen Teil des Hirnbeinschen Erbes.
Hirnbeins Nachfolge in der Agrarreform des Allgäus trat vielmehr sein zweiter Schwiegersohn Josef Widmann (1833–1899) an, der es bis dahin in seinem eigentlichen Beruf als Tiefbau- und Eisenbahningenieur sowie Flussverbauer bis zum Baurat gebracht hatte.

## Fremdenverkehr und Politik

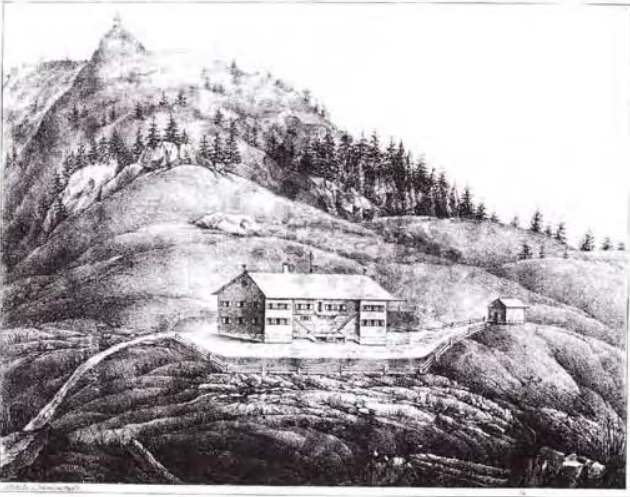
Das Grüntenhaus mit Pavillon kurz vor seiner Fertigstellung

1852 erbaute Carl Hirnbein mit dem Grüntenhaus das erste Hotel in den Allgäuer Alpen und legte damit den Grundstein für einen weiteren maßgeblichen Wirtschaftsfaktor, die touristische Erschließung des Allgäus (erster Fremdenverkehrsprospekt für das Allgäu). Später gehörte er der zweiten Kammer des Bayerischen Landtags an.

## Letzte Jahre

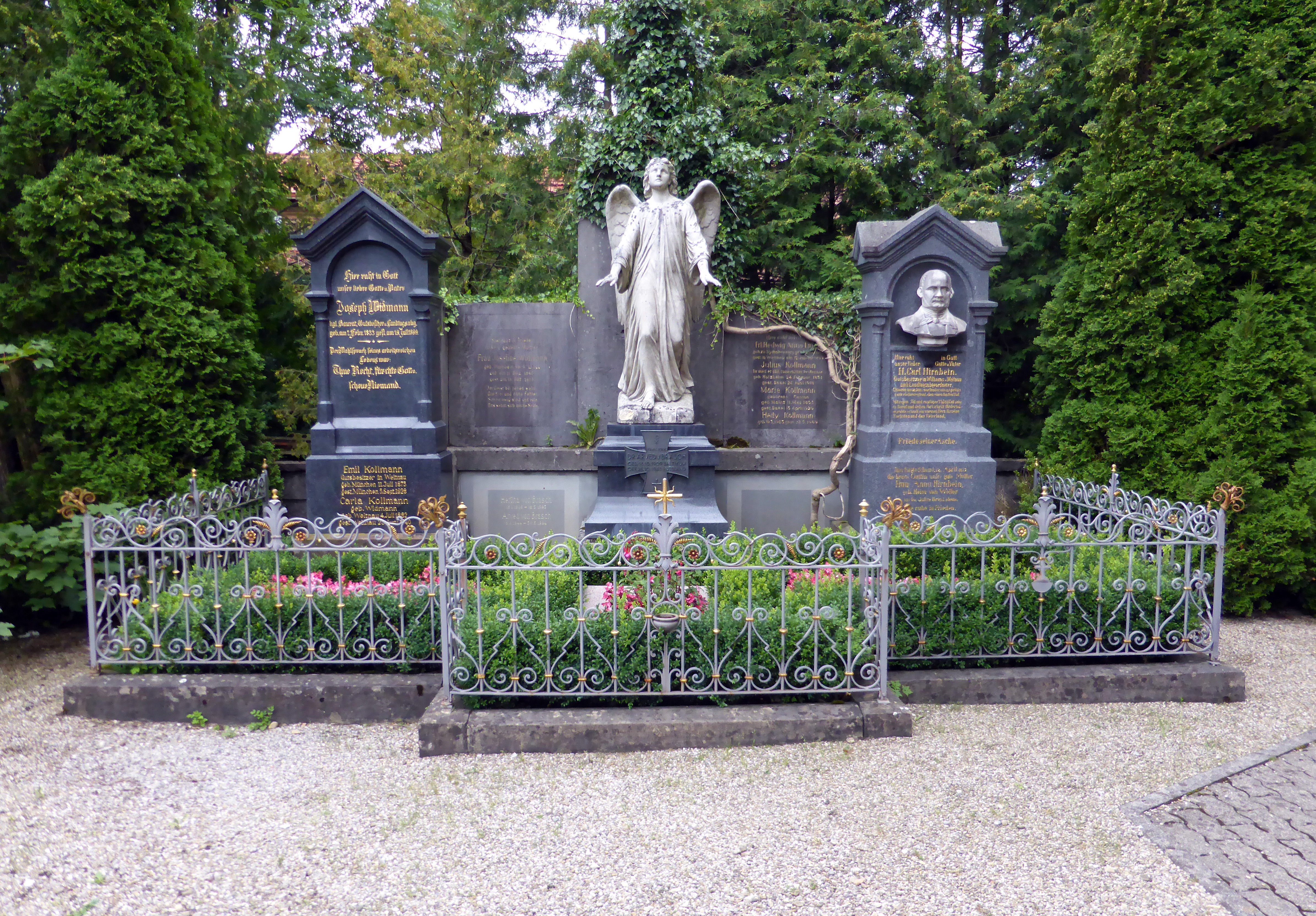
Carl-Hirnbein-Grabstätte in Weitnau

Hirnbein kaufte um die Mitte des 19. Jahrhunderts die Immlersche Brauerei in Weitnau und machte sie nach einer Modernisierung zur Hirnbein-Brauerei. Der Münchner Architekt Professor Daumiller entwarf ein Wohngebäude für die Familie Hirnbein, das an die Brauerei angebaut wurde. Gegen Ende der 1860er Jahre übersiedelte Hirnbein dorthin. Den Besitz in Wilhams übergab er seinem Sohn. 1871 brannte der alte Eldracherhof in Wilhams nieder. Im selben Jahr, im April, erkrankte Carl Hirnbein an einem typhösen Fieber, an dem er nach wenigen Tagen starb.

## Nachwirkung

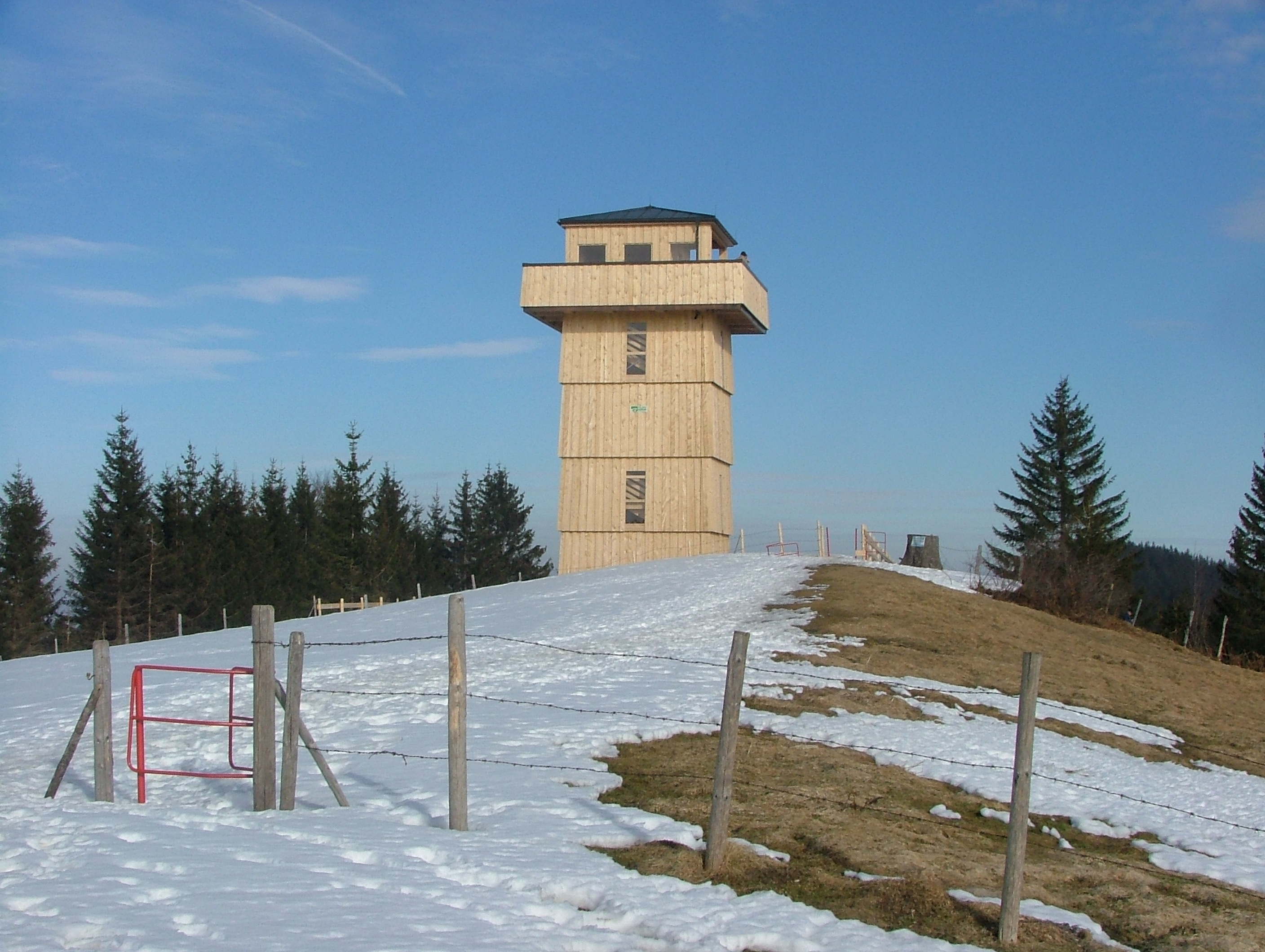
„Alpkönig“, Aussichtsturm bei Weitnau, benannt nach dem sogenannten Alpkönig Carl Hirnbein

Carl Hirnbein hatte als Käsehändler keinen Geschäftsnachfolger, da sein schon mit 36 Jahren verstorbener Sohn Johann Baptist nicht bereit oder in der Lage war, das Geschäft zu übernehmen. Der umfangreiche Besitz, soweit er an Johann Baptist übergegangen war, wurde durch die Erben Stück für Stück verkauft.
Die Tochter Josepha und ihr zweiter Ehemann hatten offenbar eine glücklichere Hand. Das Familienarchiv wird von seinem Nachfahren Horst Kollmann gepflegt. Maly Lingg schrieb in ihrer Hirnbein-Biographie: „Wir können schließen mit dem Ausspruch: ‚Das Erbe Hirnbeins ist in glücklichen Händen.‘“
Nach Carl Hirnbein sind Straßen in Kempten (Allgäu), Sonthofen, Immenstadt und Wangen benannt. In Missen-Wilhams ist ihm ein Museum und ein mit vielen Informationsstationen gestalteter, nach Weitnau führender Wanderweg gewidmet. In Kempten steht auch das Haus der Milchwirtschaft.
Ein prunkvolles Grabmal der Familie Hirnbein ist auf dem Friedhof in Weitnau erhalten geblieben; das Grab wurde allerdings wohl erst viele Jahre nach Carl Hirnbeins Tod so gestaltet.
Das einstige Hotel auf dem Grünten existiert noch, wird aber nur noch als Hütte mit einfachen Unterkünften für Wanderer betrieben.

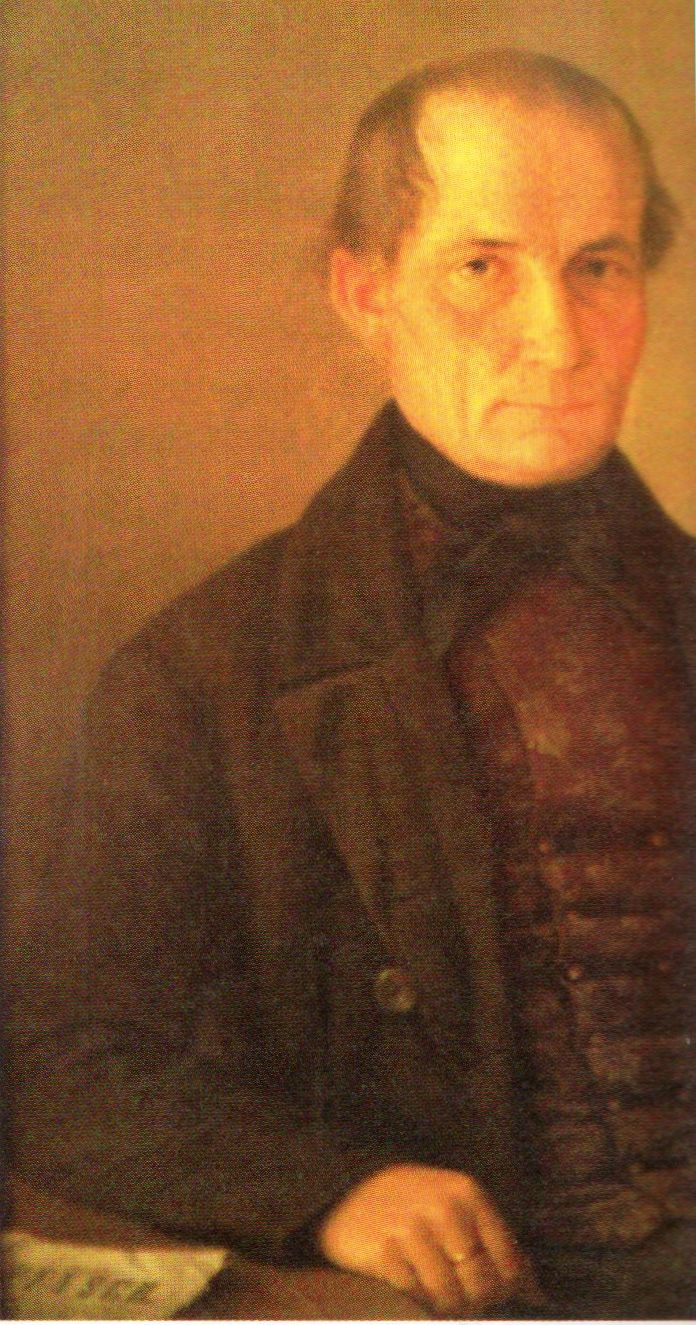
Ausschnitt aus Maximilian Benteles Hirnbein-Porträt

Hirnbein ließ seine Frau und sich mehrfach porträtieren. Aus dem Jahr 1848 stammen zwei Porträtgemälde von David Heinemann; in einem Ausstellungskatalog werden Hirnbeins auffallend lange Koteletten auf dem Bild aus dem Revolutionsjahr als „Zeichen einer freigeistigen politischen Gesinnung“ gedeutet. Etwa zwanzig Jahre später ließ das Ehepaar Hirnbein sich erneut malen. Diesmal wurde Maximilian Bentele beauftragt. Dieser stellte Hirnbein zwar nicht mehr mit langhaarigen Koteletten dar, dekorierte jedoch den Tisch, auf den der Dargestellte seine Hand stützt, mit einer Ausgabe des Münchener Punschs. Das Bentele-Gemälde befindet sich im Besitz der Familie Kollmann in Weitnau.
In einer zwischen 1934 und 1936 erschienenen Trilogie über Hirnbeins Leben nennt ihn der Priesterdichter Peter Dörfler den Patriarchen des Allgäus, den Notwender, Zwingherr und Alpkönig.
2011 produzierte Leo Hiemer den Dokumentarfilm Hirnbein – auf den Spuren des Allgäu-Pioniers. Hiemer veröffentlichte auch eine Biographie Carl Hirnbeins.

## Familienstammliste
1. Johann Hirnbein († 1840) ⚭ Franziska Eldracher († 1837)
  1. Carl Hirnbein (* 1807 in Unterwilhams; † 1871 in Weitnau); Großbauer, Agrarreformer und Politiker;
⚭ 1840 Anna Maria Heim, Tochter des Kronenwirts in Weiler i. A.; 6 Kinder, von denen nur zwei das Erwachsenenalter erreichten.
    1. Josepha (* 1840)
1 ⚭ Julius Lingg (* 1831 in Lindau), Arzt in Oberstdorf, Verwandter des Dichters Hermann Lingg;
2 ⚭ Josef Widmann (* 1833 in Cham; † 1899), königlich-bayerischer Baurat und Gründer des Milchwirtschaftlichen Vereins und der Allgäuer Herdebuchgesellschaft.
      1. Hedwig Lingg (starb jung)
      2. Carla (oder Carola) Widmann ⚭ 1902 Emil Kollmann († 1928), Landwirt mit Studienaufenthalten in der französischen Schweiz, Ostpreußen und Südafrika; Sohn von Julius Kollmann (* in Holzheim (Bayern); † 1918 in Basel); deutscher Zoologe, Anthropologe und Anatom
        1. Werner Kollmann († 1972), Brauereibesitzer; ⚭ Annemarie Kennerknecht (aus Immenstadt)
          1. Ernst Kollmann, Land- und Forstwirtschaftler, Brauereibesitzer

    2. Johann Baptist Hirnbein, kränkelnd, starb mit 36 Jahren ohne die historische Rolle seines Vaters übernehmen zu können.

## Filme
- Hirnbein – auf den Spuren des Allgäu-Pioniers. Dokumentarfilm von Leo Hiemer im Auftrag des Bayerischen Rundfunks, 2011